# Plumbogummita
La plumbogummita és un mineral de plom, alumini, fòsfor, oxigen i hidrogen, químicament és una sal doble, un hidroxifosfat de plom i alumini hidratat, de fórmula PbAl₃(PO₄)₂(OH)₅, de colors molt variats, una duresa de 4,5-5, i una densitat de 4,01-4,08 g/cm³, cristal·litza en el sistema hexagonal. El seu nom està format a partir de la forma prefixada del mot llatí plumbum, "plom", perquè el plom entra en la seva composició, i de l'anglès gum, "goma", per la seva semblança amb la goma aràbiga.
Segons la classificació de Nickel-Strunz, la plumbogummita pertany a «08.BL: Fosfats, etc. amb anions addicionals, sense H₂O, amb cations de mida mitjana i gran, (OH, etc.):RO₄ = 3:1» juntament amb els següents minerals: beudantita, corkita, hidalgoïta, hinsdalita, kemmlitzita, svanbergita, woodhouseïta, gallobeudantita, arsenogoyazita, arsenogorceixita, arsenocrandal·lita, benauita, crandal·lita, dussertita, eylettersita, gorceixita, goyazita, kintoreïta, philipsbornita, segnitita, springcreekita, arsenoflorencita-(La), arsenoflorencita-(Nd), arsenoflorencita-(Ce), florencita-(Ce), florencita-(La), florencita-(Nd), waylandita, zaïrita, arsenowaylandita, graulichita-(Ce), florencita-(Sm), viitaniemiïta i pattersonita.
Als territoris de parla catalana ha estat descrita a la mina San Miguel (Ribes de Freser, Ripollès).